# Яблуновка (Шемуршинський район)
Я́блуновка (рос. Яблоновка, чув. Улмаллă) — присілок у складі Шемуршинського району Чувашії, Росія. Входить до складу Чукальського сільського поселення.
Населення — 107 осіб (2010; 157 у 2002).
Національний склад:
- росіяни — 71 %